# Sebastes wilsoni
Sebastes wilsoni är en fiskart som först beskrevs av Gilbert, 1915.  Sebastes wilsoni ingår i släktet Sebastes och familjen kungsfiskar. Inga underarter finns listade i Catalogue of Life.